# Find the Beat
Find the Beat è il primo album in studio del rapper statunitense Blueface, pubblicato il 13 marzo 2020

## Tracce
1. First Class (feat. Gunna) – 3:11
2. Vibes – 2:15
3. Weekend (feat. Lil Baby) – 3:08
4. Murder Rate (feat. Polo G) – 2:03
5. Obama (feat. DaBaby) – 2:08
6. Carne Asada (feat. Ambjaay) – 2:59
7. Viral – 2:14
8. Holy Moly (feat. NLE Choppa) – 1:58
9. Dirty – 2:13
10. Wire (feat. Stunna 4 Vegas) – 1:54
11. Double Bacc – 2:36
12. Period – 3:15
13. Close Up (feat. Jeremih) – 2:56
14. In The Zone – 3:24
15. Street Shit – 2:44
16. 2 Diccs (feat. YBN Nahmir) – 2:31